# Tak (jeu)
Pour les articles homonymes, voir Tak (homonymie).
 (juillet 2023).
Tak est un jeu à deux joueurs conçu par James Ernest et Patrick Rothfuss. Les règles du jeu ont été développées à partir de la description d'un jeu fictif présent dans le roman La Peur du sage de Patrick Rothfuss.
L'objectif dans le jeu Tak est d'être le premier joueur à connecter deux bords opposés de la planche avec les pièces, appelées "pierres", créant ainsi une route. Pour cela, les joueurs peuvent bloquer et capturer à tour de rôle les pièces adverses tout en soutenant et en connectant leurs propres pièces pour construire leur route. Lorsqu'un joueur "capture" une pierre, les pierres s'empilent les unes sur les autres. Le jeu est donc tridimensionnel.

## Terminologie
Le Tak a de nombreux termes pour décrire les différents composants ou les états de jeu. De nombreux termes sont non officiels car ils ont été proposés, acceptés et sont couramment utilisés par les joueurs Tak, mais n'ont pas été déterminés par les auteurs. Une grande partie de la terminologie non officielle a été inspirée par le monde de The Kingkiller Chronicle . 

### Termes officiels
Les « pierres plates » sont des pièces qui reposent à plat sur le plateau. Elles peuvent s'empiler les unes sur les autres et compter comme faisant partie de la « route » d'un joueur lorsqu'elle sont au sommet. 
Les « pierres levées » ou plus communément appelées "murs" sont des pierres plates placées verticalement sur leur côté le plus étroit et qui apparaissent donc comme un mur. Les pierres levées ne comptent pas comme faisant partie de la route d'un joueur et peuvent être utilisées pour bloquer la route du joueur adverse. 
Les « pierres angulaires » ou clé de voûte sont des pièces qui ont une apparence différente (généralement un trapèze) et rien ne peut être empilé au-dessus d'une pierre angulaire. Les pierres angulaires ont le pouvoir d'aplatir une pierre levée en une pierre plate lorsqu'elles sont déplacées sur la pierre levée. 
« Tak ! » est similaire à « échec ! » dans les échecs qui est un avertissement que le joueur est à une étape de terminer une route. Dire « Tak » est facultatif mais est encouragé lorsque vous jouez contre des débutants, ou obligatoire si décidé avant la partie. 
 (juin 2020).

## Règles
Depuis le 9 mars 2016, les règles officielles de Tak sont décrites par Cheapass Games sur son site internet.

### Mise en place
Le tak peut être joué avec différentes tailles de plateau. Selon la taille, les joueurs utiliseront un nombre variable de pierres. Toutes les parties commencent par un plateau vide. 
| Taille du plateau  | 3x3 | 4x4 | 5x5 | 6x6 | 7x7 | 8x8 |
| Pièces normales    | 10  | 15  | 21  | 30  | 40  | 50  |
| Pierres angulaires | 0   | 0   | 1   | 1   | 1-2 | 2   |

Le tak, similaire aux échecs et aux dames, peut être joué sur un plateau à damier. Cheapass Games a publié un plateau hybride spécial fournissant une surface unique pour les jeux 6x6, 5x5, 4x4 et 3x3: pour les plateaux de taille paire, les pièces sont positionnées à l'intérieur des cases, pour les plateaux de taille impaire, les pièces sont placées au niveau des angles des cases (semblable à un plateau Go). 
Comme aux échecs, dames ou Go, les pièces utilisées dans le jeu sont communément appelées « pierres » et sont de deux couleurs: blanc ou noir. De la même façon, les joueurs sont désignés par la couleur sous leur contrôle. Les kits de jeu Tak peuvent être disponibles dans différentes couleurs et divers styles. La pierre angulaire peut être de n'importe quelle forme, et les pierres doivent être de simples pièces empilables dans un style assorti. 

### Premier tour
Au premier tour de chaque joueur, ils doivent placer l'une des pièces de l'adversaire sur n'importe quelle case vide du plateau. La pièce doit être une pierre plate. Le jeu se poursuit ensuite normalement avec les joueurs contrôlant leurs propres pièces. 
Le premier joueur peut être choisi de manière aléatoire, mais dans les compétitions, le joueur blanc joue en premier. 

### Tours suivants
À chaque tour, les joueurs peuvent choisir de placer une pierre ou de déplacer des pierres sous leur contrôle. Il n'est pas possible de passer son tour. 

#### Placer une pierre
Les joueurs peuvent placer une pierre de leur réserve sur un emplacement vide du plateau. Trois types de pierres peuvent être placés: 
- Pierre plate: pierre normale jouée à plat. Les pierres plates peuvent ensuite être empilées et elles formeront une route.
- Pierre levée: pierre normale placée sur un côté. Ni les pierres plates ni les pierres levée ne peuvent être empilées sur une pierre levée.
- Pierre angulaire: la pièce la plus puissante, car elle compte pour une route et aucune pierre ne peut être empilée dessus. Si elle est déplacée sur une pierre levée, cette pierre est transformée en pierre plate.

#### Mouvements
Un joueur peut déplacer une unique pièce ou une unique pile de pièces qu'il contrôle. La pierre au sommet d'une pile détermine quel joueur a le contrôle de cette pile entière. Les pierres de la pile doivent être déplacées en ligne droite et jamais en diagonal. 
Déplacer des pierres est le seul moyen de faire des piles. Au fur et à mesure qu'une pile se déplace, le joueur doit casser la pile en déposant les pierres les plus basses sur les piles qu'elle survole, couvrant toutes les pierres plates existantes le long du chemin. Chaque case doit recevoir une ou plusieurs pierres déposée au fur et à mesure que la pile se déplace, mais un joueur a la possibilité de laisser zéro ou plusieurs pièces sur la case de départ. Il n'y a pas de limite de hauteur pour les piles posée, mais il existe une limite de transport égale à la largeur du plateau. Par exemple, si la pile était sur un 5x5, la limite de portage d'une pile est de 5. Le joueur est forcé de laisser un certain nombre de pierre sur la case de départ pour ne pas dépasser la limite de transport. 
Les pierres levées et les pierres angulaires ne peuvent pas recevoir de pierre au-dessus. Tout mouvement qui placerait une pierre au-dessus d'une pierre levée ou d'une pierre angulaire est interdit. La seule exception à cela est lorsqu'une pierre angulaire se déplace d'elle-même sur une pierre levée, l'aplatissant. La pierre angulaire peut être accompagnée dans une pile mais ce doit être la pierre placée immédiatement sur la pierre levée pour pouvoir l'aplatir. 

### Fin de partie
L'objectif principal de Tak est de construire une route entre deux côtés opposés du plateau. Seules les pierres plates et les pierres angulaires peuvent contribuer à une route, contrairement aux pierres dressées. Dès que la route est construite, le joueur qui l'a construite gagne. C'est ce qu'on appelle une «victoire par la route». Les routes ne doivent pas nécessairement être en ligne droite, mais les pierres ne peuvent se connecter que lorsqu'elles sont adjacentes les unes aux autres. Les pierres ne peuvent pas se connecter en diagonale. 
Si un joueur fait un mouvement qui se traduit par une route gagnante pour les deux joueurs, le joueur actif gagne. 
Si aucune route n'est construite par les joueurs, un joueur peut également gagner en contrôlant le plus d'espaces avec des pierres plates. Le jeu se termine lorsqu'un joueur place sa dernière pièce ou lorsque tous les espaces du plateau sont couverts. Le joueur avec le plus de pierres plates remporte la partie (les pierres dressées et les pierres de taille ne comptent pas). Les pierres ensevelies par d'autres pièces ne comptent pas non plus. 

## Origine
Le Tak a été initialement présenté dans le roman fantastique La Peur du sage écrit par Patrick Rothfuss et publié en 2011. Le protagoniste du roman, un jeune étudiant et musicien nommé Kvothe, se rend dans une ville étrangère et s'installe dans le manoir et la cour d'un puissant noble. Sur place, un noble du nom de Bredon présente le jeu à Kvothe. Bredon est un joueur très expérimenté qui met en valeur les aspects les plus complexes du jeu ainsi que le très grand nombre de combinaisons utilisées dans les stratégies. Le roman ne décrit pas les spécificités ou les règles du jeu, mais Tak joue un rôle important dans le développement de Kvothe en tant que personnage. 
Tout au long du roman, le Tak est décrit comme «simple dans ses règles, complexe dans sa stratégie» et est analogue à «une danse» où un «jeu de tak bien joué révèle le mouvement d'un esprit». L'objectif de Tak n'est pas forcément de « gagner » mais de jouer « un beau jeu ». 
Cette approche philosophique du roman ont été incorporés dans le jeu par la création de variations dans les règles, l'une qui se concentre un «beau jeu» et d'autres de nature plus compétitive. 